# Jacques Melly

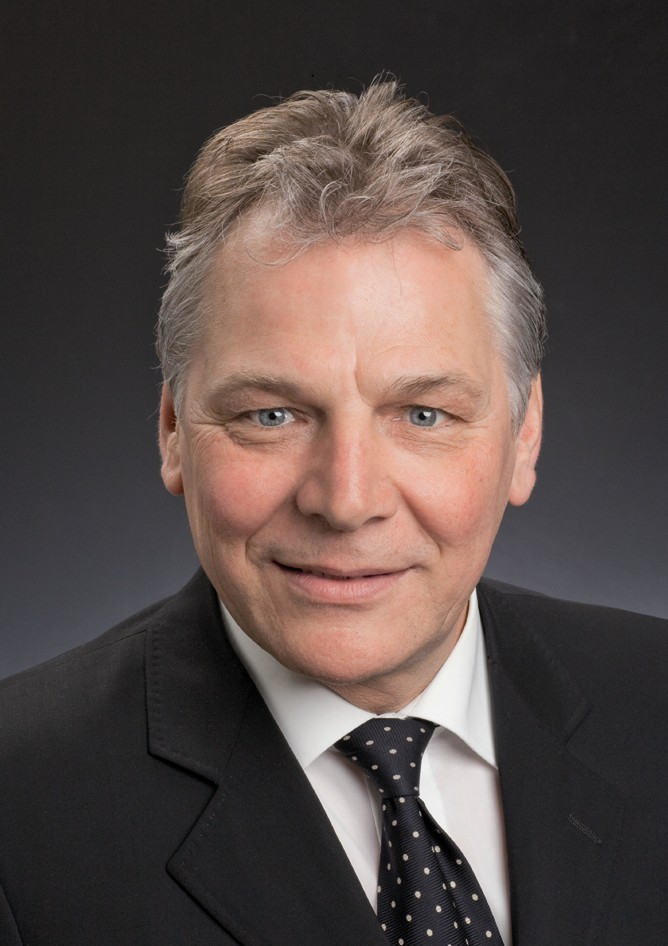
Jacques Melly

Jacques Melly (* 23. Dezember 1951; heimatberechtigt in Nax, Ayer und Vissoie) ist ein Schweizer Politiker (CVP). Von 2009 bis 2021 war er Staatsrat des Kantons Wallis. 

## Biografie
Jacques Melly ist verheiratet, hat drei erwachsene Kinder und wohnt in Granges VS in der Gemeinde Siders. 

## Politische Karriere
Jacques Melly begann seine politische Karriere 1988 als Mitglied der CVP im Generalrat der Stadt Siders, den er von 1989 bis 1990 als Präsident leitete. Im Dezember 1992 wurde er in den Gemeinderat gewählt, ein Amt, das er bis 2004 innehatte. Von 1996 bis 2000 war er Vizepräsident der Stadt Siders.
Auf kantonaler Ebene wurde er 2005 als Abgeordneter in den Grossen Rat des Kantons Wallis gewählt, wo er 2005 die CVP-Fraktion des Zentralwallis präsidierte.
2009 wurde er in den Staatsrat des Kantons Wallis gewählt, wo er seither das Departement für Verkehr, Bau und Umwelt leitet. Vom 1. Mai 2011 bis 30. April 2012 war er Präsident des Walliser Staatsrates. 
Am 17. März 2013 wurde Jacques Melly als Walliser Staatsrat wiedergewählt (Legislaturperiode 2013–2017). Am 1. Mai 2015 übernahm er zum zweiten Mal das Präsidium des Staatsrates des Kantons Wallis. Bei den Staatsratswahlen im März 2017 wurde Melly mit 57'482 Stimmen bestätigt. 2021 stellte er sich nicht der Wiederwahl.

## Politische Mandate
- Co-Präsident und Gründer des «Lötschberg-Komitees»;
- Präsident der Westschweizer Verkehrsdirektorenkonferenz (CTSO);
- Vizepräsident des Verwaltungsrates «Tunnel du Grand-St-Bernard SA»;
- Präsident des Stiftungsrates des «Centre de recherche sur l’environnement alpin (CREALP)»;
- Präsident der Agenda 21 des Kantons Wallis und Vizepräsident des Stiftungsrates «Für die nachhaltige Entwicklung der Bergregionen (FDDM)»;
- Mitglied der Schweizerischen Bau-, Planungs- und Umweltdirektoren-Konferenz (BPUK);
- Mitglied der «Conférence des Directeurs des travaux publics, de l'aménagement du territoire et de la protection de l'environnement de Suisse occidentale et latine» (CDTAPSAOL);
- Mitglied der Konferenz der kantonalen Direktoren des öffentlichen Verkehrs (KöV);
- Mitglied der Schweizer Forstdirektorenkonferenz (CDFo)
- Mitglied der Schweizer Jagddirektorenkonferenz (CDC)